# Ofiara namiętności
Ofiara namiętności – polski, niemy, czarno-biały, krótkometrażowy dramat z 1912 roku w reżyserii Władysława Palińskiego.

## Obsada
- Helena Marcello-Palińska
- Helena Sulimowa
- Teodor Roland
- Wojciech Brydziński
- Jan Janusz
- Amalia Kasprowicz